# Fanservice

Trópusi fürdőzés, mint fanservice Wikipe-tan szereplésével

A fanservice (kiejtése: [fænsɝvɪs], szó szerint fordítva „rajongói szolgáltatás”) főleg a japán animére, de más filmekre is használatos kifejezés a történet olyan elemeire, amik a cselekmény szempontjából nélkülözhetők, de mégis megjelennek, hogy szórakoztassák vagy izgalomba hozzák a közönséget. A meghatározást alkalmazhatják olyasmire is, amit egyedül a rajongók kedvéért tettek a filmbe.

## Típusai

### Animében
A legjellemzőbb fanservice a szexuális tartalmú jelenet. Az öncélú meztelenkedés általában női, néha férfi szereplővel zajlik. 
- 1980 és 1990 között készült animékben közös jellemző volt a fürdőjelenet, az utóbbi időkben azonban inkább a meleg vízű forrásokat használják fel háttérként.
- A szereplő szabadságát bemutató epizódok helyszíne gyakran strand, vagy trópusi sziget, aminek az a célja, hogy bemutathassák a karaktert fürdőruhában.
- Animékben közhelyszerűen visszatérő jelenség a kivillanó bugyik és az ugráló nagy mellek látványa.
- Ilyenek a szereplők olyan mágikus alakváltásai (hensin (變身; Hepburn: henshin?)), amelynek egy fázisában meztelenül jelennek meg, míg magukra öltik az új identitásukat.
- A homoszexuális vagy a leszbikus tevékenység egy hasonló fanservice.

Példákat az anime-történet egészéből fel lehet vonultatni, de kirívó precedensek találhatók a Bleach című sorozatban (elsősorban a dús keblű Orihime személyében).
Az egyik leggyakrabban idézett jelenet a Street Fighter II: The Animated Movie zuhanyzójelenete, ahol Chun-Li fürdőt vesz, mielőtt megküzdene Balroggal. Amerikában vágott, cenzúrázott verzió került forgalomba.

### Filmben
Az elterjedtebb, közismertebb verzió a filmes fanservice, amikor populárisan népszerű filmek jellemzően sok évvel, vagy akár évtizeddel későbbi folytatásaiban/újrafeldolgozásában (reboot, vagy még inkább legacy sequel) bukkan fel valamilyen utalás a korábbi filmre, ez lehet valamely eredeti szereplő, karakter, ahhoz köthető jellegzetes tulajdonság (idézet, szóhasználat, gesztus, attitűd stb.) vagy tárgy (autó, ruha, fegyver stb.), akár eredeti filmbéli jelenet, dramaturgia; még akár az eredeti színész(ek) is feltűnhet(nek). Az ilyenfajta fanservice főleg az ezredforduló után terjedt el, amikor nagyon megszaporodtak olyan korábbi sikeres franchise-ok folytatásai és rebootjai, mint Indiana Jones, Alien, Predator, Terminátor, Jurassic Park, Star Wars vagy olyan képregények filmváltozatai, mint a Marvel Comics vagy a DC Comics, jóllehet az ezredforduló előtt is voltak esetek, mikor egy filmben egy korábbi, előzményként tekinthető történet valamely jellemző szereplőjét vagy momentumát idézték meg. Az ilyen utalásokkal alapvetően nem szokott probléma lenni, kivéve, ha ezek az adott film cselekményét akadályozzák, vagy túlontúl rátelepednek a filmre, esetleg funkciótlanok.

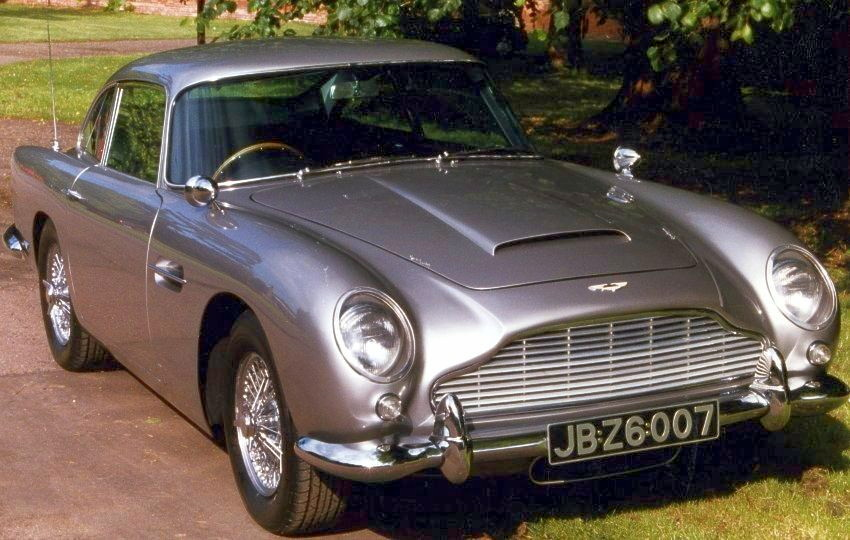
Aston Martin DB5

#### Példák
- James Bond: a karakter több évtizedes filmes jelenléte több jellemző tulajdonságot vonultatott fel; az egyik legismertebb a visszatérő autója, egy ezüst Aston Martin DB5, ami először 1964-ben tűnt fel a Goldfingerben, majd visszatért 1965-ben a Tűzgolyóban, 1995-ben az Aranyszemben, 1997-ben A holnap markában, 2006-ban a Casino Royale-ban,  2012-ben a Skyfallban, és a 2021-ben bemutatott Nincs idő meghalniban is.
- Űrszekerek II: A Khan bosszúja (1982): a mozifilm cselekményében egy, az eredeti Star Trek-sorozatból ismerős szereplő a fő ellenfél, aki a korábbi sérelmeit akarja megtorolni. Az újabb idősíkon játszódó 2009-es Star Trek filmben az eredeti Spock is megjelenik. A Star Trekben ezeken kívül is több utalás történik korábbi történésekre.
- Starsky és Hutch (2004): a 70-es évek azonos című krimisorozatának mozifilmje számtalan ponton idézi a sorozatot, főleg mivel az is abban a korban játszódik, így a címszereplők autója is pont ugyanolyan, de a sorozat eredeti címszereplői, Paul Michael Glaser és David Soul is feltűnnek pár pillanatra.
- A szupercsapat (2010): szintén egy sorozat filmváltozata, ahol a karakterek és a (rövid ideig szereplő) autó is a sorozatot idézi, de két eredeti szereplő, Dwight Schultz és Dirk Benedict is megjelenik rövid mellékszerepekben.
- Star Wars VII. rész – Az ébredő Erő (2015): a már a Disney által készült film – és azok folytatásai is – számtalan korábbi jellegzetességet idéznek meg a franchise korábbi történeteiből.
- Ready Player One (2018): a filmben megjelenő virtuális valóságban számos popkulturális utalás szerepel.
- Space Jam: Új kezdet (2021): itt is a virtuális világ rejt egy csomó populáris karaktert.
- Szellemirtók – Az örökség (2021): a film cselekménye külsőségeiben nagyrészt az 1984-es eredeti film cselekményét idézi meg.
- Indiana Jones és a sors tárcsája (2023): a film cselekményét jelentős részben a korábbi filmek eseményeire tett utalások teszik ki.[4]

Léteznek még a paródiák is, de ezeknek a filmeknek szükségszerűen közismert történetek vagy franchise-ok kifigurázása a célja, így itt a fanservice gyakorlatilag „alapkövetelmény”.

## Kapcsolódó szócikk
- Cameoszerep